# Intersecció viària

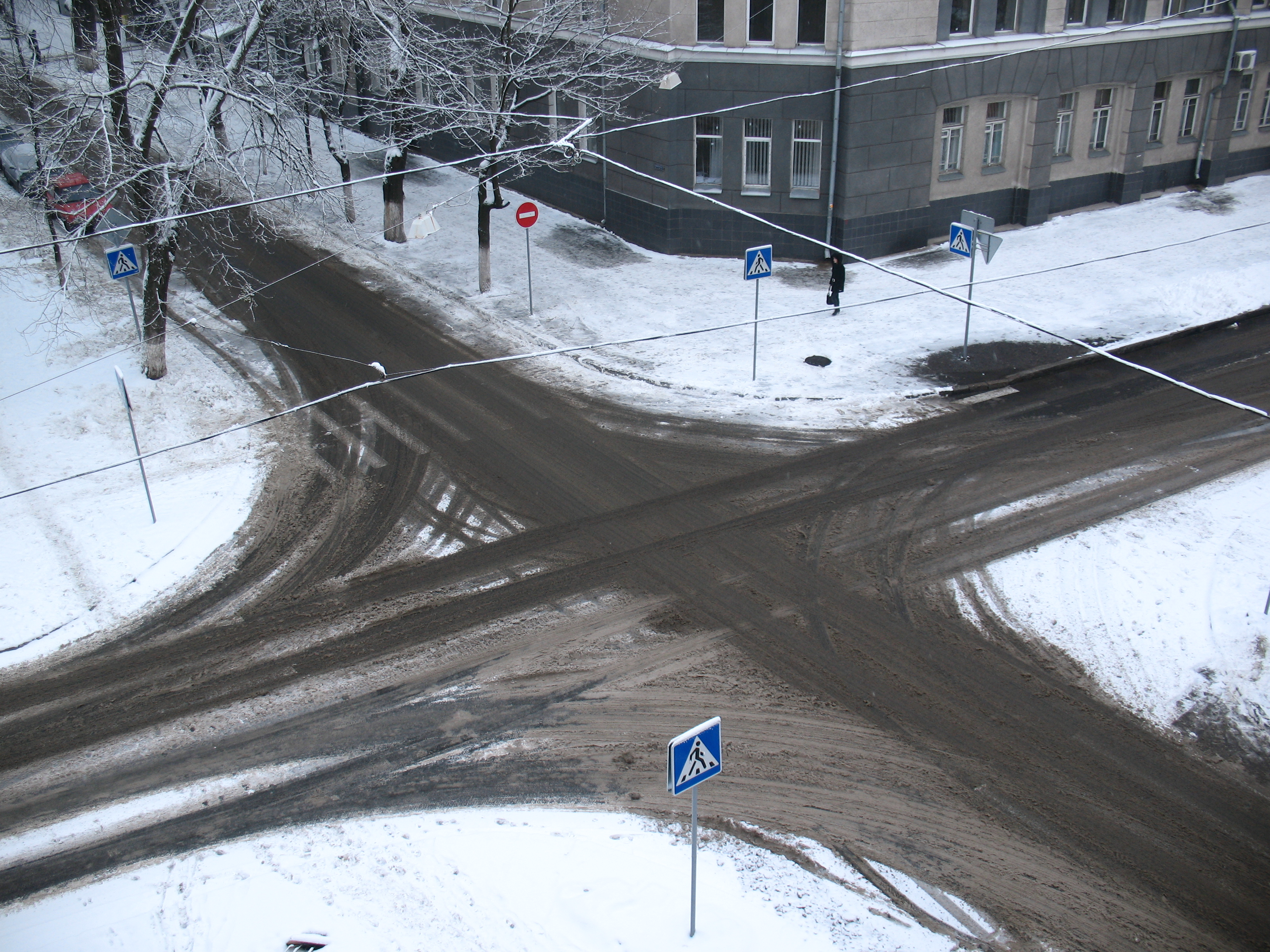
Intersecció a Khàrkiv

Una intersecció viària o cruïlla és un conjunt d'elements de la infraestructura viària i de transport on es creuen dos o més camins. Aquestes infraestructures permeten als usuaris l'intercanvi entre camins. L'encreuament de camins es pot donar amb una intersecció a nivell o amb una intersecció a desnivell. Aquest terme també pot fer referència a elements d'altres sistemes de transport, com vies fèrries o ciclorutes.